# Chronologie de la franchise des Vikings du Minnesota
L'histoire de la franchise des Vikings du Minnesota débute en 1960 et depuis cette date, elle évolue en NFL association d'équipes professionnelles de football américain active sur l'ensemble des États-Unis.
Elle est basée à Eagan dans le Minnesota depuis 2017 mais son stade, l'US Bank Stadium est situé dans le centre-ville de Minneapolis.

## Les années 1960
Le poste de Président de la franchise est occupé de 1960 à 1963 par Bill Boyer. Joe Thomas et Bert Rose sont engagés respectivement comme recruteur principal et directeur général.
Le 6 août 1960, un article paru dans la Tribune de Minneapolis rapporte que l'équipe utilisera dans son nom le terme « Minnesota » et non « Minneapolis-St Paul ». Ce changement de nom est en partie dû à la rivalité qui anime les deux villes jumelles de Minneapolis et de Saint-Paul. L’article mentionne également les surnoms pré-sélectionnés : « Chippewas », « Miners », « Vikings » et « Voyageurs ». Le 27 septembre 1960, le nom de la franchise est officialisé. En hommage à l'origine scandinave des villes jumelles, l’équipe est dénommée Minnesota Vikings (les Vikings du Minnesota en français). Le logo des Vikings ainsi que le design des premiers uniformes sont dessinés par Karl Hubenthal.
Dès sa création, la franchise adopte une campagne marketing qui se montre convaincante puisque 26 000 abonnements sont vendus ce qui correspond à un taux de remplissage de 85 % du Metropolitan Stadium. Celui-ci va voir sa capacité passer de 40 800 sièges à 47 900.
Le 18 janvier 1961, Norm Van Brocklin est nommé entraîneur principal, Bud Grant, entraîneur des Blue Bombers de Winnipeg, ayant refusé la place.
Le premier match des Vikings est un match de gala contre les Cowboys de Dallas. Il est organisé le 5 août 1961 au Howard Wood Field à Sioux Falls dans le Dakota du Sud devant un peu moins de 5 000 personnes. Les Vikings perdent leur tout premier match 38 à 13.
À l'occasion de leur tout premier match de saison régulière, les Vikings battent 37 à 13 les Bears de Chicago, futurs rivaux de division. Le quarterback rookie Fran Tarkenton remplaçant le titulaire George Shaw se démarque en lançant quatre passes transformées en touchdowns. Il inscrit de surcroît un touchdown à la course. Ce sera l’une des trois seules victoires de la première saison. À partir de la semaine suivante, ils perdent en effet sept matchs de suite et finissent la saison avec un bilan de 3 victoires pour 11 défaites. La seconde saison sera la première et seule saison où les Vikings ne passeront pas la barre des trois victoires en bilan de saison.
Le 11 septembre 1964, Jim Finks (en), alors directeur général des Stampeders de Calgary, remplace Bert Rose lequel est démissionnaire depuis le 1er juin de la même année. La saison 1964 est la première à se terminer avec un bilan positif (8-5 et 1 nul). Elle est également riche en fait divers. Lors du match contre les 49ers de San Francisco, DE Jim Marshall récupère le ballon à l'occasion d'un fumble adverse. Il se précipite vers l'[end zone et pense avoir inscrit un touchdown défensif. Il réalise ensuite que dans la confusion de l'action, il a couru dans la mauvaise direction, inscrivant un safety et donnant 2 points aux 49ers. Cette saison est aussi la première où le maillot à domicile est blanc, le pantalon étant mauve. Cela pose problème lors de la réception des Lions de Détroit lesquels ont effectué le déplacement uniquement avec leurs maillots blancs. Le match commence avec les deux équipes revêtues de maillots blancs mais l'équipe locale finit par enfiler un maillot mauve dans le deuxième quart-temps. C'est la première fois de l'histoire de la franchise que les Vikings jouent avec un équipement entièrement mauve.

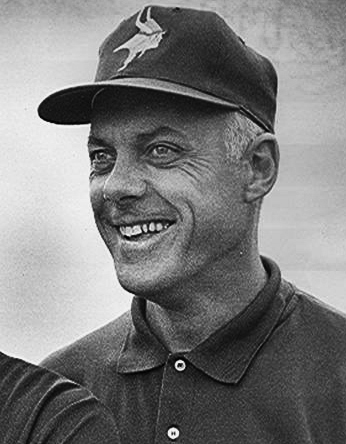
Bud Grant, 1968.

En 1965, Max Winter succède à Bill Boyer au poste de président de la franchise. Les Vikings jouent leurs premier match un samedi soir en prime time contre les Giants de New York le 9 octobre 1965 au Metropolitan Stadium. En novembre, alors que la défaite contre les Colts de Baltimore prive les Vikings d'une première participation aux séries éliminatoires, Norm Van Brocklin démissionne mais se ravise le lendemain. Il signe deux mois plus tard une extension de contrat le liant avec l'équipe jusqu'à la saison 1970. Néanmoins, le 11 février 1967, il annonce qu’il a perdu le contrôle de son équipe et démissionne définitivement. Les Vikings proposent à Bud Grant de prendre la place d'entraîneur principal, proposition qu'il accepte le 10 mars.
Le 7 mars, le quarterback Fran Tarkenton est transféré aux Giants de New York en échange de leurs choix de premier et second tours de la Draft 1967, de leur choix de troisième tour de la Draft 1968 et de leur choix de second tour de la Draft 1969.

La saison 1969 est la meilleure de la décennie puisqu'elle se termine avec un bilan de 12 victoires pour 2 défaites avec une série de douze victoires consécutives malgré une défaite d'un point lors du match d'ouverture contre les Giants de New York. Les Vikings gagnent le titre de champion de la ligue NFL (seul titre national de la franchise) en battant 27 à 7 les Browns de Cleveland (qu'ils avaient déjà battus en saison régulière 57 à 3). Les Vikings sont qualifiés pour jouer le Super Bowl IV opposant les deux champions de Ligue. Malheureusement, pour leur premier Super Bowl, ils s’inclinent 23 à 7 face aux Chiefs de Kansas City, champions de la ligue AFL. Le quarterback Joe Kapp est désigné meilleur joueur de la franchise 1969 mais refuse la récompense déclarant : 
« There is not one most valuable Viking... there are 40 most valuable Vikings ! »

## Les années 1970: «The Purple Peoples Eaters»
Malgré la défaite au Super Bowl IV, les Vikings continuent de briller pendant les saisons 1970 et 1971 notamment grâce à leur défense surnommée les Purple Peoples Eaters.
À la suite de la fusion entre la NFL et AFL, les Vikings se retrouvent dans la Division Centrale de la NFC.
Saison 1970
Durant l'intersaison 1970, le QB Joe Kapp est échangé aux Patriots de la Nouvelle-Angleterre où il finira sa carrière. Il est remplacé par QB Gary Cuozzo auteur de prestations médiocres avec un taux de passes réussies inférieur à 50% n'inscrivant que 7 TD pour 10 interceptions. La défense porte une nouvelle fois l’équipe qui termine la saison régulière avec 12 victoires et 2 défaites devenant la première équipe championne de la Division NFC Central. Les Vikings s’inclinent en playoffs lors du match de division face aux 49ers de San Francisco sur une courte défaite 17 à 14
Le Defensive end (DE) Alan Page est le tout premier défenseur à décrocher la récompense du meilleur joueur de la NFL.
Saison 1971
Durant la saison 1971, l'attaque ne s'améliore pas. Le Quarterback (QB) Gary Cuozzo, qui ne jouera que 8 matchs, finit la saison avec 44% de passes réussies inscrivant 6 TD pour 8 interceptions. De nouveau, la défense soutient l’équipe qui remporte son deuxième titre de champion de la NFC Central avec 11 victoires et 3 défaites.  En playoffs, ils s’inclinent une fois de plus lors du match de division cette fois contre les Cowboys de Dallas (20-12).
À la fin de la saison, la question d’un nouveau stade commence à se poser[réf. nécessaire], le Met Stadium étant un stade ouvert, destiné à la pratique du baseball. Sa capacité maximale n'est que de 48 000 places alors que le minimum requis par la NFL vient de passer à 50 000 places[réf. nécessaire]. De plus, la saison de football américain se déroulant de septembre à janvier, les matchs se jouent sous le vent glacial et la neige du Minnesota.
Saison 1972
Le 27 janvier 1972, à la suite des prestations médiocres de Cuozzo, les Vikings décident de récupérer leur premier quarterback, Fran Tarkenton lequel avait été échangé aux Giants de New York à l’issue de la saison 1966. En échange, les Giants reçoivent des Vikings le quarterback Norm Snead, wide receiver (WR) Bob Grim (en), running back (RB) Vince Clements ainsi que le choix du premier tour lors des drafts 1972 et 1973.
L'acquisition de Tarkenton et de wide receiver John Gilliam permet au jeu à la passe de se développer. Cependant, le jeu à la course devient une faiblesse. La saison 1972 se termine par un bilan mitigé de 7 victoires pour autant de défaites.
Saison 1973
Avec leurs premiers choix de la Draft 1973, les Vikings sélectionnent RB Chuck Foreman.  Le copropriétaire Bill Boyer décède le 19 février 1973 et est remplacé par son beau-fils Jack Steele[réf. nécessaire]. Les Vikings gagneront leurs neuf premiers matchs de la saison régulière et finissent avec un bilan de 12 victoires et 2 défaites. Le match de division contre les Redskins de Washington est remporté 27 à 20 comme la finale de conférence NFC, remportée 27 à 10 contre les Cowboys de Dallas. Les Vikings jouent au Rice Stadium, à Houston dans le Texas, le deuxième Super Bowl de leur histoire, qu’il perdent 24 à 7 contre les Dolphins de Miami.
Saison 1974
Les Vikings gagnent une nouvelle fois la NFC Central avec un bilan de 10 victoires pour 4 défaites. Ils remportent leurs deux matchs des séries éliminatoires sur le terrain glacé du Met stadium. Le match de division est gagné contre les Cardinals de St. Louis sur le large score de 30 à 14 tandis que le match de conférence, plus serré, contre les Rams de Los Angeles sera gagné 14 à 10. Les Vikings jouent leur troisième Super Bowl (leur deuxième consécutif) au Tulane Stadium le 12 janvier 1975 à La Nouvelle-Orléans. Le Super Bowl IX constitue une nouvelle déception puisque les Vikings s’inclinent 16 à 6 face aux Steelers de Pittsburgh.
Pendant l'inter-saison, Mike Lynn est désigné Directeur Général après avoir été l'assistant de Max Winter pendant un an.
Saison 1975
En saison régulière, les Vikings ne connaissent que deux seules défaites, soit en 11e et 13e semaines respectivement face à Washington et Détroit. Ils atteignent les séries éliminatoires avec un bilan de 12 victoires et 2 défaites. Malgré leur série impressionnante de 10 victoires consécutives, les Vikings, emmenés par le quarterback Tarkenton et RB Foreman, finissent par s’incliner face aux Cowboys de Dallas 17 à 14 en match de division. Ce match est resté dans l'esprit des fans et des supporteurs, notamment pour son dénouement : Les Cowboys sont menés 14 à 10 alors qu'il reste 24 secondes à l'horloge et se trouvent sur la ligne des 50 yards. QB Roger Staubach de Dallas lance la balle vers la ligne d'en-but. Celle-ci est réceptionnée en touchdown par WR Drew Pearson. Cette action de jeu est aujourd'hui dénommée Hail Mary. Juste avant qu'il ne réceptionne la balle, Pearson heurte un défenseur des Vikings mais il ne sera pas pénalisé par les arbitres. La confusion survient sur la possession suivante, Trakentonn étant sacké à proximité de sa ligne d'en-but.  Il s'ensuit de fortes contestations et une bouteille lancée des tribunes touche à la tête l’arbitre de ligne Armen Tezian. Il perd connaissance pendant quelques minutes. Le match finit par reprendre mais avec 14 secondes à l'horloge, les Vikings ne parviennent plus à inverser le score. Le tight end (TE) Stu Voigt déclare à Fran Tarkenton que le match avait été un cauchemar. Le père de Fran Tarkenton décède pendant le match. Il n'apprend son décès que sur le parking du stade après la fin du match.Tarkenton reçoit néanmoins le prix du meilleur joueur de la saison.
Saison 1976
La saison 1976, se termine avec un bilan de 11 victoires, 2 défaites et 1 nul. Comme pendant les séries éliminatoires de 1974, Les Vikings jouent et gagnent leurs deux matchs à la maison sous les rigueurs du climat du Minnesota, battant les Redskins 35 à 20 et les Rams de Los Angeles 24 à 13. Le match de conférence face à Los Angeles sera le dernier match des séries éliminatoires à se jouer au Metropolitan Stadium. La saison se clôture avec une nouvelle déception puisque les Vikings perdent leurs quatrième SuperBowl des œuvres des Raiders d’Oakland (32 à 14 au Rose Bowl de Pasadena en Californie). La fin de la décennie est triste pour l'histoire de la franchise puisqu'elle perd ses propriétaires, Ole Haugsrud décédé le 13 mars 1976 et H. P. Skolglund décédé le 5 novembre 1977[réf. nécessaire].
Saison 1977
La saison 1977 marque l'arrivée des Buccaneers de Tampa Bay dans la division NFC Central.
Les Vikings remportent, non sans problème, le titre de champion avec un bilan de 9 victoires et 7 défaites. L'équipe est vieillissante et notamment QB Tarkenton qui, à la suite d'une déchirure aux ligaments antérieurs croisés survenus durant les séries éliminatoires face aux Redskins, a perdu son emblématique capacité pour la course.
Après avoir toujours reçu les Rams au Met Stadium durant les séries éliminatoires, les Vikings se déplacent à Los Angeles au Los Angeles Mémorial Coliseum. Joué sous une pluie battante, le match sera par la suite surnommé le Mud Bowl, la boue ayant remplacé l'herbe sur le terrain. Les Vikings gagnent le match 14 à 7 se qualifiant pour la cinquième année de suite pour la finale de conférence. Celle-ci se joue à Dallas où ils perdent contre les Cowboys de Dallas 23 à 6, ces derniers remportant ensuite le SuperBowl XII.
Saison 1978
Le manque de vitesse des Vikings est présent tout au long de la saison et cette situation devient préoccupante. La saison se conclus avec un bilan de 8 victoires 7 défaites et 1 égalité, bilan partagé avec les Packers qui se placent à la seconde position. Ils affrontent une nouvelle fois les Rams de Los Angeles en match de division mais cette fois sans succès, la saison se terminant par une lourde défaite, 34 à 10. Après 18 années en NFL, Fran Tarkenton met fin à sa carrière à l'âge de 38 ans.
Saison 1979
Les années 1970 se terminent par le plus mauvais bilan de la décennie car avec 7 victoires et 9 défaites, la franchise signe la première saison avec un bilan négatif depuis 1967. Le remplaçant de Tarkenton, Tommy Kramer délivre une performance des plus mitigée avec 23 touchdowns pour 24 interceptions. Le defensive end Jim Marshall met fin à sa carrière après la saison signe de fin d'une ère pour la franchise puisqu'il était le dernier joueur encore en activité de l'équipe originelle de 1961.
Le Metropolitan Stadium prépare également sa retraite, le parlement du Minnesota donne son feu vert pour la construction d'un nouveau stade, le futur Hubert H. Humphrey Metrodome. Sa construction débute en décembre 1979.

## Les années 1980: première traversée du désert
Saison 1980
Après avoir terminé les années 1970 par une saison décevante (3e de NFC Central), les Vikings récupèrent le titre de division en 1980 grâce à un bilan de 9 victoires et 7 défaites. Le moment fort de la saison est le match de la 15e journée disputé contre les Browns de Cleveland au Metropolitan Stadium. Mené 23 à 9 à l'issue du troisième quart-temps, les Vikings reviennent au score en inscrivant 13 points consécutifs grâce à deux passes de touchdown de QB Tommy Kramer respectivement vers Ted Brown et Ahmad Rashad (23-22 pour les Browns). Il reste 23 secondes de jeu aux Vikings lorsqu'ils récupèrent la possession du ballon sur leurs 20 yards. QB Tommy Kramer lance la balle au WR Joe Senser qui effectue une passe latérale à destination du FB Ted Brown lequel sort du terrain afin d'arrêter le chrono (il ne reste que 14 secondes de jeu). Les Vikings ont gagné sur cette action 39 yards. Bud Grant demande que ses joueurs effectuent une action dénommée Squadron Right. Trois joueurs, WR Sammy White, TE Terry LeCount et WR Ahmad Rasad, se positionnent à droite. Kramer effectue une Hail Mary, lançant la balle vers la ligne des 5 yards adverses. Deux défenseurs touchent la balle qui reste dans les airs. Ahmad la récupère et tombe dans l'end zone marquant un touchdown,. L'action de ce match est dénommée Miracle at the Met (Le Miracle du Metropolitan Stadium), action qui donne aux Vikings le titre de division au détriment des Browns[réf. nécessaire]. Ils finissent la saison régulière par une défaite face aux Oilers d'Houston.
En séries éliminatoires, le 3 janvier 1981, ils perdent le match de division 31 à 16 face aux Eagles de Philadelphie. Ceux-ci iront jusqu'au Super Bowl XV qui sera remporté par les Raiders d'Oakland. 
Saison 1981
Le premier choix à la Draft 1981 est WR Mardye McDole lequel ayant accumulé plus de 2 200 yards lors des quatre années jouées pour les Bulldogs de Mississippi State. Il effectuera une courte carrière en NFL de surcroît très décevante puisqu'il ne réceptionnera que 3 passes en 3 saisons. La saison 1981 constitue le début d'une traversée du désert pour la franchise, l'équipe terminant 4e (sur 5) de la division avec un bilan de 7 victoires pour 9 défaites. C'est le plus mauvais résultat de la franchise depuis la fusion entre l'AFL et la NFL en 1970. La prestation de QB Kramer est une fois de plus très moyenne avec 55 % de passes réussies pour 26 TDs et 24 interceptions.
Le 20 décembre, Minnesota reçoit Kansas City pour leur dernier match au Metropolitan Stadium (défaite 10 à 6). Les fans font leurs adieux au Met en envahissant le terrain et en grimpant sur les poteaux de but qu'ils font plier sous leurs poids. Le déménagement de l'équipe vers le Metrodome signe la fin d'une époque, la fin de l'ère la plus glorieuse de l'équipe laquelle avait remporté pendant cette période 11 titres de divisions et 4 titres de conférence pour 4 participations au Super Bowl. La fin de l'ère du Met signifie aussi la fin des matchs dans le froid du Minnesota ce qui donnait un avantage aux Vikings.
Saison 1982
La NFL subit l'une des plus longues grèves des joueurs de son histoire, longue de 3 mois et demi, la saison ne comporte finalement que de 9 matchs. Les Vikings finissent la saison est un bilan de 5 victoires pour 4 défaites et une 4e place.
Les séries éliminatoires changent exceptionnellement de format, le système de division passe à la trappe et les franchises participantes aux séries éliminatoires sont les huit premières franchises de chaque conférence. Le match de rattrapage et le match de division sont remplacés par deux matchs de divisions. Les Vikings passent braillement la première manche contre les Falcons d'Atlanta sur un score de 30-24 au Metrodome mais l'aventure s'arrête contre les Redskins, écrasé 24 à 7. Washington continue donc leurs chemins pour remporter le Super Bowl XVII.
Saison 1983
La saison des franchises de la NFC Central est moyenne. Les Lions s'emparent du titre avec 9 victoires et 7 défaites alors que les Packers, Bears et Vikings finissent respectivement deuxième, troisième et quatrième alors que tous partagent le même bilan de 8 victoires pour autant de défaite.
Bud Grant laisse son poste d'entraîneur après 17 ans dont 12 années où l'équipe a participé aux séries éliminatoires.
Saison 1984
Les Steckel, alors entraîneur des receveurs depuis 1979, remplace Bud Grant en tant qu'entraîneur en chef tandis que le poste de quarterback titulaire est partagé entre Tommy Kramer, Wade Wilson et Archie Manning. Un certain manque de stabilité résulte en une saison catastrophique. Avec 3 victoires pour 13 défaites, il s'agit de la saison avec le plus grand nombre de défaites.
Pour la première fois depuis 18 ans, les Vikings touchent le fond de leurs divisions avec une 5e place. Devant ce résultat, Steckel est renvoyé.